# Judah ben David Hayyuj
Jehudah ben David Ḥayyuj (Hebreeuws יהודה בן דוד חיוג׳, Arabisch أبو زكريا يحيى بن داؤد حيوج الفاسي : Abu Zakariya Jaḥya ibn Daud Ḥayyuġ al-Fasî) was een Joodse grammaticus, rabbijn en Bijbelexegeet uit de 10e eeuw. Hij werd geboren in Fez (Marokko) rond 945 en stierf in Córdoba (Spanje) rond het jaar 1000. Hayyuj staat bekend als de grondlegger van de wetenschappelijke visie op het Hebreeuwse werkwoord, waarin hij -onder Arabische invloed- de wetmatigheid van drie wortelletters onderscheidde. Door Abraham ibn Ezra (1089-1167), een belangrijke Spaans-Joodse exegeet, werd hij dan ook 'de eerste van de grammatici genoemd'.

## Levensloop
Jehudah ben David Ḥayyuj is afkomstig uit Fez, waar hij vermoedelijk rond 940 geboren werd. Al snel verhuisde hij echter naar het Andalusische Córdoba, aangetrokken door de literaire cirkel rond mecenas Hasdai ibn Shaprut (915-970). Rond 960 nam hij daar deel aan een grammaticale discussie met zijn leraar Menaḥem ben Saruq  (920-970) tegenover Dunash ben Labrat (925-980). Verder is bekend dat hij in Córdoba hoog aanzien als exegeet en onderwijzer genoot: de bekende staatsman en dichter Samuel ibn Naghrillah (993-1056) is volgens de traditie één van zijn studenten. Als sterfdatum wordt als terminus antequem 1013 gezien, hij wordt dan als overleden genoemd door Jonah ibn Jannah (Arabisch: Abulwalîd Merwân ibn Janâḥ). Jammer genoeg zijn er verder weinig biografische details over Ḥayyuj bekend. 

## Werken

### Kitāb al-Af'al Dhawat Huruf al-Lin en Kitāb al-Af'al Dhawat Huruf al-Mithalain - 'boek van de zwakke werkwoorden' en 'boek van de concave werkwoorden'
De Kitāb al-Af'al Dhawat Huruf al-Lin en Kitāb al-Af'al Dhawat Huruf al-Mithalain worden als Ḥayyuj's belangrijkste werken beschouwd. Ze behandelen de (onregelmatige) vervoeging van werkwoorden met (1) zwakke wortelmedeklinkers en (2) verdubbelde wortelmedeklinkers (= “concave werkwoorden”). Ḥayyuj's theorie over de vervoeging van Hebreeuwse werkwoorden was vernieuwend. Hij stelde dat elk werkwoord is opgebouwd uit drie wortelletters: deze drie medeklinker-letters vormen de stam (die een lexicale betekenis uitdrukt). Dit drie-letter schema wordt door Ḥayyuj toegepast op de zwakke en concave werkwoorden, wat hem toelaat hun (ogenschijnlijke) onregelmatigheid te verklaren (b.v. door samenspel van zwakke medeklinkers met vocalen, door vereenvoudiging van een wortel met verdubbelde medeklinker). In beide werken toont Hayyug de wetmatigheid van zijn theorie aan door alfabetische lijsten van zwakke werkwoorden te bieden en hun vervoegde vormen te verklaren. 
Deze theorie ging lijnrecht in tegen de grammatici voor hem, die van mening waren dat vele Hebreeuwse woorden maar een stam van één of twee letters hadden. Zijn leraar Menaḥem ben Saruq stelde immers bijvoorbeeld nog dat een wortelletter in elke vorm van het werkwoord zichtbaar moest zijn. Ḥayyuj echter ontdekte hoe onder meer de letters alef (א), waw (ו), jod (י) en he (ה) zwakke medeklinkers (as-sākin al-līn) zijn die wegvallen in de vervoeging van werkwoorden. Hij beschreef zulke processen aan de hand van Arabische terminologie en herkende de volgende processen:
- omissie (ḥadf)
- assimilatie (iddiġām)
- additie (ziyāda)
- verandering (inqilāb)

Ḥayyuj niet enkel voor zijn algemene grammaticale terminologie schatplichtig aan de Arabische traditie, ook voor theorieën vond hij inspiratie bij de Arabische grammatici, meer bepaald bij al-Khalīl, Sībawayhi, al-Mubarrad en Ibn Jinnī. Het Arabisch is immers ook opgebouwd uit stammen met drie wortelletters, en Islamitische grammatici hadden al eerder beschreven hoe men werkwoorden met zwakke wortelletters vervoegt: Ḥayyuj nam dankbaar hun terminologie en modellen over. 

### Kitāb at-Tanqīt -'boek van de punctuatie'
Dit werk behandelt de “punctuatie” van de Oudtestamentische bijbeltekst door de Masoreten: zij voegden diakritische tekens toe aan de in medeklinker-tekens geschreven bijbeltekst, om de (juiste) klinkers te lezen en de tekst correct te accentueren en te reciteren. Het doel van Ḥayyuj was om, vanuit zijn theorie van de wortelstructuur van Hebreeuwse woorden, de uitspraak van de klinkers, en ook eventuele veranderingen te wijten aan accentuatie, te verklaren. Zo staat het werk bekend als de eerste 'wetenschappelijke' behandeling van de Hebreeuwse fonologie. 
Specifiek heeft Ḥayyuj vooral aandacht voor gesegoleerde naamwoorden (substantieven met twee e-klanken) en naamwoorden met gutturalen. Hij duidt het optreden van klinkerwisselingen, wanneer een woord bijvoorbeeld in het meervoud of de status constructus staat. Op deze manier creërt Ḥayyuj dus opnieuw een omvattende grammaticale leidraad, ditmaal voor naamwoorden.

### Kitāb an-Natf -'boek van de extracties'
Het laatste aan Ḥayyuj toegeschreven werk is erg onvolledig overgeleverd. Hoewel Ibn Ezra namelijk al vermeldde dat Ḥayyuj vier boeken schreef, duurde het tot het einde van de 19e eeuw voor fragmenten van dit vierde week werden vermeld door Neubauer. Een vondst met fragmenten uit de geniza van Cairo -een belangrijke bron voor manuscripten uit de Joodse middeleeuwse periode- was hierbij uitermate relevant. Inhoudelijk bespreekt Ḥayyuj er vermoedelijk een filologische commentaar op de vroege profeten (Jozua, Rechter, I en II Samuel, I en II Koningen), aan de hand van zijn grammaticale theorieën. Anders dan in de eerder vermelde werken gebruikt Ḥayyuj hier dus geen alfabetische volgorde om werkwoorden te analyseren, maar volgt hij de Bijbelse volgorde. Interessant is vooral dat met Ḥayyuj voor het eerst  wetenschappelijke grammaticale kennis werd toegepast op Bijbelse exegese.

## Impact
Zoals vermeld valt de impact van Ḥayyuj niet te onderschatten: de invloed die hij had op zijn tijdsgenoten was enorm. Door het feit dat bekende Joodse denkers als Ibn Ezra en Ben Eliezer Halevi zijn werken van het originele Arabisch naar het Hebreeuws vertaalden, werden zijn ideeën snel bekend in de hele Joodse wereld. Zijn Arabische terminologie werd de nieuwe standaard.  
Dankzij zijn theorie dat alle Hebreeuwse stammen uit drie wortelletters bestaan, klaarde hij in één klap de moeilijkheden waarmee grammatici al eeuwen worstelden op.  De Hongaarse geleerde W. Bacher, specialist van de geschiedenis van de Hebreeuwse grammatica, benadrukte zijn impact: Hayyuj stelde een einde aan de verwarring en willekeur die heerste onder de Hebreeuwse grammatici (Bacher 1892: 162).  Zijn voorbeeld om de Hebreeuwse grammatica op een rationele en systematische manier te beschrijven, vond sterke navolging en markeert een breuk in de Hebreeuwse grammaticale traditie: tot op vandaag zijn zijn theorieën fundamenteel.

## Edities
- Jastrow, M. (1879) The Weak and Geminative Verbs in Hebrew by Abu Zakariyya ibn Dawud of Fez known as Hayyug. Leiden: Brill.